# Associazione Sportiva Bari 2004-2005
Questa pagina raccoglie le informazioni riguardanti l'Associazione Sportiva Bari nelle competizioni ufficiali della stagione 2004-2005.

## Stagione
Riammesso in cadetteria in seguito dell'esclusione del Napoli, nella stagione 2004-2005 il Bari disputa il campionato di Serie B, totalizzando 55 punti con l'undicesimo posto in classifica. Sulla panchina dei galletti il tecnico Guido Carboni, il Bari non parte molto bene, al termine del girone di andata ha 24 punti, invischiato nella lotta per la salvezza. Nel girone di ritorno la squadra pugliese ingrana la marcia giusta, raccogliendo 32 punti, una media da promozione. Non arriva a disputare i Play-off, che si disputano per la prima volta nel campionato cadetto in questa stagione, solo per l'handicap della partenza rallentata. Miglior realizzatore stagionale dei biancorossi il barese Vincenzo Santoruvo autore di 10 reti. Nella Coppa Italia il Bari disputa l'ottavo girone di qualificazione, che ha promosso il Messina.

## Rosa
| N. |                    | Ruolo | Calciatore             |
| -- | ------------------ | ----- | ---------------------- |
| 1  | Belgio (bandiera)  | P     | Jean François Gillet   |
| 2  | Italia (bandiera)  | D     | Marco Candrina         |
| 3  | Italia (bandiera)  | D     | Michele Anaclerio      |
| 4  | Italia (bandiera)  | D     | Domenico Creanza       |
| 4  | Italia (bandiera)  | C     | Giorgio La Vista       |
| 5  | Italia (bandiera)  | D     | Stefano Bianconi       |
| 6  | Italia (bandiera)  | D     | Lorenzo Sibilano       |
| 7  | Italia (bandiera)  | C     | Antonio Bellavista     |
| 8  | Italia (bandiera)  | C     | Antonio La Fortezza    |
| 8  | Croazia (bandiera) | C     | Ivan Rajčić            |
| 9  | Italia (bandiera)  | A     | Vincenzo Santoruvo     |
| 10 | Italia (bandiera)  | C     | Giuseppe Pagana        |
| 11 | Italia (bandiera)  | A     | Luigi Anaclerio        |
| 12 | Italia (bandiera)  | P     | Davide Buono           |
| 14 | Italia (bandiera)  | D     | Domenico Tursi         |
| 14 | Italia (bandiera)  | C     | Alessandro Gazzi       |
| 16 | Italia (bandiera)  | C     | Davide Carrus          |
| 17 | Italia (bandiera)  | C     | Enrico Antonioni       |
| 18 | Italia (bandiera)  | C     | Massimiliano Scaglia   |
| 19 | Uruguay (bandiera) | A     | Marcelo Lipatín        |
| 20 | Italia (bandiera)  | C     | Michele Lanzillotta    |
| 20 | Italia (bandiera)  | A     | Cristian Romanelli     |
| 21 | Italia (bandiera)  | C     | Roberto Goretti        |
| 22 | Italia (bandiera)  | P     | Vitangelo Spadavecchia |
| 22 | Italia (bandiera)  | P     | Nicola Dibitonto       |

| N. |                     | Ruolo | Calciatore          |
| -- | ------------------- | ----- | ------------------- |
| 23 | Italia (bandiera)   | D     | Alessandro Armenise |
| 23 | Italia (bandiera)   | A     | Davide Dionigi      |
| 24 | Italia (bandiera)   | D     | Vittorio Micolucci  |
| 25 | Italia (bandiera)   | D     | Giuseppe Ingrosso   |
| 26 | Italia (bandiera)   | A     | Simone Motta        |
| 27 | Senegal (bandiera)  | D     | Diaw Doudou         |
| 28 | Italia (bandiera)   | C     | Pasquale Berardi    |
| 28 | Cile (bandiera)     | D     | Alex von Schwedler  |
| 29 | Italia (bandiera)   | P     | Graziano Battistini |
| 30 | Italia (bandiera)   | D     | Emanuele Brioschi   |
| 31 | Italia (bandiera)   | C     | Nicola Mora         |
| 32 | Svizzera (bandiera) | C     | Lionel Pizzinat     |
| 35 | Italia (bandiera)   | D     | Raffaele Francioso  |
| 37 | Italia (bandiera)   | C     | Tommaso Abbrescia   |
| 39 | Italia (bandiera)   | D     | Nicola Belmonte     |
| 40 | Italia (bandiera)   | D     | Danilo Fusaro       |
| 41 | Italia (bandiera)   | D     | Michele Franco      |
| 42 | Italia (bandiera)   | A     | Luigi Rana          |
| 43 | Italia (bandiera)   | D     | Christian Conti     |
| 44 | Italia (bandiera)   | A     | Antonio Picci       |
| 45 | Italia (bandiera)   | C     | Angelo Logrieco     |
| 46 | Italia (bandiera)   | C     | Germano De Gennaro  |
| 47 | Italia (bandiera)   | D     | Antonio Balzano     |
| 48 | Italia (bandiera)   | C     | Marco Piccinni      |
| 49 | Italia (bandiera)   | P     | Fulvio Montagna     |

## Risultati

### Serie B

#### Girone di andata
| Arbitro: | Tagliavento (Terni) |

|                           |           |                   |
| Corona 13’ B. Carbone 73’ | Marcatori | 40’ (rig.) Carrus |

| Arbitro: | Rocchi (Firenze) |

|               |           |                   |
| Santoruvo 27’ | Marcatori | 25’ G. Delvecchio |

| Arbitro: | Bergonzi (Genova) |

|              |           |           |
| Bernacci 35’ | Marcatori | 58’ Motta |

| Arbitro: | Pantana (Macerata) |

|  |           |                  |
|  | Marcatori | 69’ (rig.) Pinga |

| Arbitro: | Squillace (Catanzaro) |

|              |           |                |
| La Vista 46’ | Marcatori | 45+1’ Regonesi |

| Verona 6 ottobre 2004, ore 20:30 CEST 6ª giornata | Verona              | 0 – 0 referto | Bari | Stadio Marcantonio Bentegodi\| Arbitro: \| Giannoccaro (Lecce) \| |
| Arbitro:                                          | Giannoccaro (Lecce) |               |      |                                                                   |

| Arbitro: | Saccani (Mantova) |

|  |           |                  |
|  | Marcatori | 37’ Gio. Tedesco |

| Arbitro: | Bertini (Arezzo) |

|  |           |                                    |
|  | Marcatori | 26’ (aut.) Konko 77’ (rig.) Carrus |

| Arbitro: | Rocchi (Firenze) |

|                                            |           |          |
| Bucchi 65’, 85’ (rig.) Colacone 71’ (rig.) | Marcatori | 1’ Motta |

| Arbitro: | Preschern (Mestre) |

|            |           |                          |
| Goretti 8’ | Marcatori | 28’ M. Vieri 77’ Jiménez |

| Arbitro: | Stefanini (Prato) |

|  |           |             |
|  | Marcatori | 12’ Goretti |

| Arbitro: | P.S. Mazzoleni (Bergamo) |

|           |           |  |
| Gazzi 90’ | Marcatori |  |

| Trieste 14 novembre 2004, ore 15:00 CET 13ª giornata | Triestina      | 0 – 0 referto | Bari | Stadio Nereo Rocco\| Arbitro: \| Romeo (Verona) \| |
| Arbitro:                                             | Romeo (Verona) |               |      |                                                    |

| Arbitro: | Farina (Novi Ligure) |

|            |           |                                   |
| Carrus 45’ | Marcatori | 24’ Bombardini 42’, 86’ Palladino |

| Arbitro: | Bergonzi (Genova) |

|                           |           |  |
| Reginaldo 32’ Gallo 90+1’ | Marcatori |  |

| Arbitro: | Dattilo (Locri) |

|                      |           |  |
| Carrus 48’ Motta 59’ | Marcatori |  |

| Arbitro: | M. Mazzoleni (Bergamo) |

|                |           |               |
| Campagnaro 43’ | Marcatori | 31’ Santoruvo |

| Arbitro: | Preschern (Mestre) |

|                            |           |                          |
| Santoruvo 41’ Brioschi 84’ | Marcatori | 24’ Fabbrini 32’ Sommese |

| Arbitro: | Gabriele (Frosinone) |

|                             |           |                        |
| Giampaolo 24’ Sbrizzo 90+3’ | Marcatori | 40’ Carrus 51’ Scaglia |

| Arbitro: | Giannoccaro (Lecce) |

|                               |           |  |
| Sibilano 39’ Dionigi 50’, 60’ | Marcatori |  |

| Empoli 16 gennaio 2005, ore 15:00 CET 21ª giornata | Empoli         | 0 – 0 referto | Bari | Stadio Carlo Castellani\| Arbitro: \| Romeo (Verona) \| |
| Arbitro:                                           | Romeo (Verona) |               |      |                                                         |

#### Girone di ritorno
| Arbitro: | Brighi (Cesena) |

|               |           |            |
| Santoruvo 86’ | Marcatori | 34’ Myrtaj |

| Arbitro: | M. Mazzoleni (Bergamo) |

|  |           |            |
|  | Marcatori | 1’ Scaglia |

| Arbitro: | Pantana (Macerata) |

|               |           |              |
| Santoruvo 36’ | Marcatori | 63’ Bernacci |

| Arbitro: | Pieri (Genova) |

|                    |           |  |
| Marazzina 67’, 68’ | Marcatori |  |

| Arbitro: | Pantana (Macerata) |

|  |           |           |
|  | Marcatori | 68’ Gazzi |

| Arbitro: | Rizzoli (Bologna) |

|             |           |  |
| Dionigi 25’ | Marcatori |  |

| Arbitro: | Morganti (Ascoli Piceno) |

|                                |           |             |
| Stellone 33’ Milito 88’ (rig.) | Marcatori | 15’ Dionigi |

| Bari 4 marzo 2005, ore 20:45 29ª giornata | Bari              | 0 – 0 referto | Crotone | Stadio San Nicola\| Arbitro: \| Cruciani (Pesaro) \| |
| Arbitro:                                  | Cruciani (Pesaro) |               |         |                                                      |

| Arbitro: | Brighi (Cesena) |

|  |           |            |
|  | Marcatori | 10’ Bucchi |

| Arbitro: | Giannoccaro (Lecce) |

|  |           |              |
|  | Marcatori | 9’ Santoruvo |

| Arbitro: | Gabriele (Frosinone) |

|            |           |  |
| Carrus 49’ | Marcatori |  |

| Arbitro: | Romeo (Verona) |

|                           |           |               |
| Spinesi 73’, 90+2’ (rig.) | Marcatori | 49’ Santoruvo |

| Arbitro: | Bergonzi (Genova) |

|                            |           |  |
| Goretti 58’ La Vista 90+2’ | Marcatori |  |

| Arbitro: | De Marco (Chiavari) |

|                            |           |                                 |
| Molinaro 31’ Palladino 75’ | Marcatori | 16’ Santoruvo 78’ (rig.) Carrus |

| Arbitro: | Banti (Livorno) |

|                    |           |               |
| L. Anaclerio 90+6’ | Marcatori | 28’ Cottafava |

| Arbitro: | Cassarà (Palermo) |

|             |           |  |
| Oliveira 9’ | Marcatori |  |

| Arbitro: | Pantana (Macerata) |

|                         |           |  |
| L. Anaclerio 70’ (rig.) | Marcatori |  |

| Modena 21 maggio 2005, ore 20:30 39ª giornata | Modena            | 0 – 0 referto | Bari | Stadio Alberto Braglia\| Arbitro: \| Saccani (Mantova) \| |
| Arbitro:                                      | Saccani (Mantova) |               |      |                                                           |

| Arbitro: | Rocchi (Firenze) |

|           |           |                |
| Gazzi 58’ | Marcatori | 13’ Varricchio |

| Vicenza 5 giugno 2005, ore 20:30 41ª giornata | Vicenza             | 0 – 0 referto | Bari | Stadio Romeo Menti\| Arbitro: \| Castellani (Verona) \| |
| Arbitro:                                      | Castellani (Verona) |               |      |                                                         |

| Arbitro: | Tagliavento (Terni) |

|                                               |           |             |
| La Vista 30’ Santoruvo 47’, 48’ Romanelli 71’ | Marcatori | 75’ Almirón |

### Coppa Italia

#### Fase a gironi
| Arbitro: | Bergonzi (Genova) |

|              |           |                                  |
| Sibilano 83’ | Marcatori | 50’ (aut.) Sibilano 76’ Zampagna |

| Arbitro: | Cassarà (Palermo) |

|                                               |           |  |
| Guzmán 4’ Alteri 34’ Jurić 61’ Berrettoni 81’ | Marcatori |  |

| Arbitro: | Cruciani (Pesaro) |

|                          |           |              |
| Lipatín 11’ Sibilano 26’ | Marcatori | 56’ Quintoni |

## Statistiche

### Statistiche dei giocatori
Sono in corsivo i calciatori che hanno lasciato la società a stagione in corso.
| Giocatore        | Serie B  | Serie B | Serie B     | Serie B    | Coppa Italia | Coppa Italia | Coppa Italia | Coppa Italia | Totale   | Totale | Totale      | Totale     |
| Giocatore        | Presenze | Reti    | Ammonizioni | Espulsioni | Presenze     | Reti         | Ammonizioni  | Espulsioni   | Presenze | Reti   | Ammonizioni | Espulsioni |
| ---------------- | -------- | ------- | ----------- | ---------- | ------------ | ------------ | ------------ | ------------ | -------- | ------ | ----------- | ---------- |
| T. Abbrescia     | 0        | 0       | ?           | ?          | 1            | 0            | 0            | 0            | 1        | 0      | 0+          | 0+         |
| L. Anaclerio     | 28       | 2       | ?           | ?          | 2            | 0            | 0            | 0            | 30       | 2      | 0+          | 0+         |
| M. Anaclerio     | 21       | 0       | ?           | ?          | 2            | 0            | 1            | 0            | 23       | 0      | 1+          | 0+         |
| E. Antonioni     | 1        | 0       | ?           | ?          | 0            | 0            | 0            | 0            | 1        | 0      | 0+          | 0+         |
| A. Armenise      | 0        | 0       | ?           | ?          | 1            | 0            | 0            | 0            | 1        | 0      | 0+          | 0+         |
| A. Balzano       | 1        | 0       | ?           | ?          | 1            | 0            | 0            | 0            | 2        | 0      | 0+          | 0+         |
| A. Bellavista    | 39       | 0       | ?           | ?          | 2            | 0            | 0            | 0            | 41       | 0      | 0+          | 0+         |
| N. Belmonte      | 0        | 0       | ?           | ?          | 1            | 0            | 0            | 0            | 1        | 0      | 0+          | 0+         |
| S. Bianconi      | 16       | 0       | ?           | ?          | 2            | 0            | 0            | 0            | 18       | 0      | 0+          | 0+         |
| E. Brioschi      | 22       | 1       | ?           | ?          | 0            | 0            | 0            | 0            | 22       | 1      | 0+          | 0+         |
| D. Buono         | 1        | -2      | ?           | ?          | 1            | -4           | 0            | 0            | 2        | -6     | 0+          | 0+         |
| M. Candrina      | 17       | 0       | ?           | ?          | 1            | 0            | 0            | 0            | 18       | 0      | 0+          | 0+         |
| D. Carrus        | 36       | 7       | ?           | ?          | 1            | 0            | 0            | 0            | 37       | 7      | 0+          | 0+         |
| G. De Gennaro    | 0        | 0       | ?           | ?          | 1            | 0            | 0            | 0            | 1        | 0      | 0+          | 0+         |
| D. Doudou        | 27       | 0       | ?           | ?          | 2            | 0            | 0            | 0            | 29       | 0      | 0+          | 0+         |
| N. Dibitonto     | 1        | -1      | ?           | ?          | 0            | -0           | 0            | 0            | 1        | -1     | 0+          | 0+         |
| D. Dionigi       | 21       | 4       | ?           | ?          | 0            | 0            | 0            | 0            | 21       | 4      | 0+          | 0+         |
| R. Francioso     | 0        | 0       | ?           | ?          | 1            | 0            | 1            | 0            | 1        | 0      | 1+          | 0+         |
| M. Franco        | 0        | 0       | ?           | ?          | 1            | 0            | 0            | 0            | 1        | 0      | 0+          | 0+         |
| D. Fusaro        | 0        | 0       | ?           | ?          | 1            | 0            | 0            | 0            | 1        | 0      | 0+          | 0+         |
| A. Gazzi         | 34       | 3       | ?           | ?          | 2            | 0            | 1            | 0            | 36       | 3      | 1+          | 0+         |
| J.F. Gillet      | 41       | -33     | ?           | ?          | 2            | -3           | 0            | 0            | 43       | -36    | 0+          | 0+         |
| R. Goretti       | 30       | 3       | ?           | ?          | 1            | 0            | 0            | 0            | 31       | 3      | 0+          | 0+         |
| G. Ingrosso      | 0        | 0       | ?           | ?          | 1            | 0            | 0            | 0            | 1        | 0      | 0+          | 0+         |
| A. La Fortezza   | 4        | 0       | ?           | ?          | 1            | 0            | 0            | 0            | 5        | 0      | 0+          | 0+         |
| G. La Vista      | 40       | 3       | ?           | ?          | 0            | 0            | 0            | 0            | 40       | 3      | 0+          | 0+         |
| M. Lipatín       | 10       | 0       | ?           | ?          | 1            | 1            | 0            | 0            | 11       | 1      | 0+          | 0+         |
| A. Logrieco      | 0        | 0       | ?           | ?          | 1            | 0            | 0            | 0            | 1        | 0      | 0+          | 0+         |
| V. Micolucci     | 25       | 0       | ?           | ?          | 0            | 0            | 0            | 0            | 25       | 0      | 0+          | 0+         |
| S. Motta         | 13       | 3       | ?           | ?          | 2            | 0            | 0            | 0            | 15       | 3      | 0+          | 0+         |
| G. Pagana        | 19       | 0       | ?           | ?          | 2            | 0            | 0            | 0            | 21       | 0      | 0+          | 0+         |
| A. Picci         | 0        | 0       | ?           | ?          | 1            | 0            | 0            | 0            | 1        | 0      | 0+          | 0+         |
| I. Rajčić        | 10       | 0       | ?           | ?          | 0            | 0            | 0            | 0            | 10       | 0      | 0+          | 0+         |
| L. Rana          | 0        | 0       | ?           | ?          | 1            | 0            | 0            | 0            | 1        | 0      | 0+          | 0+         |
| C. Romanelli     | 11       | 1       | ?           | ?          | 1            | 0            | 0            | 0            | 12       | 1      | 0+          | 0+         |
| V. Santoruvo     | 38       | 10      | ?           | ?          | 2            | 0            | 0            | 0            | 40       | 10     | 0+          | 0+         |
| M. Scaglia       | 30       | 2       | ?           | ?          | 0            | 0            | 0            | 0            | 30       | 2      | 0+          | 0+         |
| L. Sibilano      | 40       | 1       | ?           | ?          | 2            | 2            | 1            | 0            | 42       | 3      | 1+          | 0+         |
| D. Tursi         | 0        | 0       | ?           | ?          | 1            | 0            | 0            | 0            | 1        | 0      | 0+          | 0+         |
| A. Von Schwedler | 5        | 0       | ?           | ?          | 0            | 0            | 0            | 0            | 5        | 0      | 0+          | 0+         |